# Autódromo Internacional de Curitiba
Das Autódromo Internacional de Curitiba (auch Autódromo de Pinhais und Circuito Raul Boesel) war eine Motorsport-Rennstrecke in Brasilien. Sie lag in Pinhais, außerhalb der Millionenstadt Curitiba. Die 1967 eröffnete Piste bestand bis 2021 und wurde anschließend verkauft und abgerissen.

## Geschichte

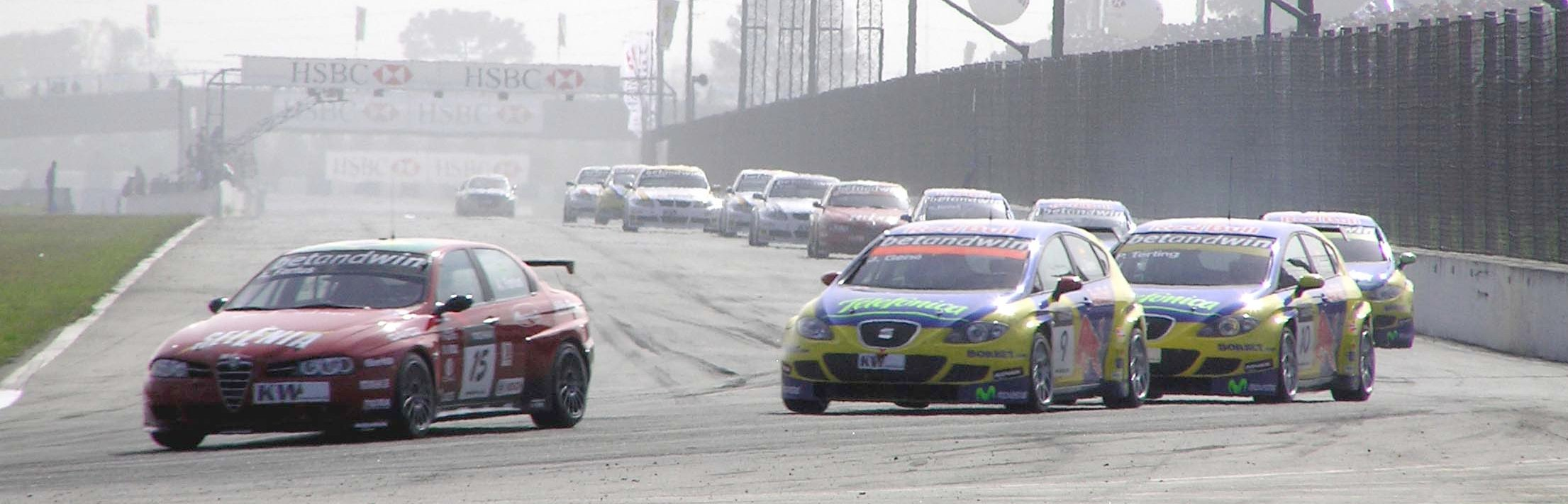
Rennszene aus dem WTCC-Lauf 2006

Die 1967 eröffnete Piste war in ihrer ersten Version bis zu 4,2 km lang und beinhaltete 15 Kurven, davon fünf Links- und zehn Rechtskurven. Nach nur 5 Jahren wurde der Betrieb der Strecke wegen interner Streitigkeiten im nationalen Motorsport-Verband 1971 eingestellt.
1988 wurde der Betrieb wieder aufgenommen. Im Vorfeld wurde die Strecke verkürzt und die Anlagen modernisiert. Auf der Strecke fand unter anderem von 2006 bis 2012 der Brasilien-Lauf der Tourenwagen-Weltmeisterschaft statt.
2021 wurde das Gelände der Strecke nach mehreren erfolglosen Versuchen an Investoren verkauft, um dort Wohn- und Geschäftsgebäude, sowie Freizeiteinrichtungen zu errichten. Der Abriss der Anlage begann 2022.